# Lluís Jou i Senabre
|  | Lluís Jou redirigeix aquí. Per al notari, estudiós del dret, arxiver i professor universitari, vegeu Lluís Jou i Mirabent. |

Lluís Jou i Senabre (Barcelona, 29 de maig de 1881 – Baus, França, 2 de gener de 1968) fou un gravador, tipògraf i dibuixant català. Era cosí germà de l'escultor Pere Jou i Francisco.

## Biografia
Nascut a la Vila de Gràcia, era el més gran de vuit germans d’una família menestral, un d’ells, el pintor Ramon Jou. El seu pare era mestre de taller d’una fàbrica de cinturons i la seva mare, costurera. El van col·locar, amb només vuit anys, com a aprenent a la impremta barcelonesa Torquato Tasso. Gràcies a aquesta feina, va conèixer el tipògraf Eudald Canivell, el bibliotecari de la Biblioteca Arús. Més tard, va cursar estudis a l'Escola de Belles Arts de la Llotja de Barcelona i amb setze anys es va convertir en retolista.
Va formar part del grup Agrupació Artística amb amics com Ignasi Folch i Torres o Gabriel Vinyas.
Va executar obres de ceràmica, pintura i cartellisme, com per exemple els cartells del primer Festival Casals de Prada. També va fer dibuix satíric en revistes com L’Esquella de la Torratxa o La Campana de Gràcia.
El 1905 passa un any a Sant Sebastià. Però el 1906, any clau en la seva vida, marxa a París per trobar-se amb el seu amic, el compositor Josep Civil i Castellví. Junts crearen, el 1910, una òpera inèdita titulada Canigó, amb text de Jacint Verdaguer, música de Civil i escenografia de Jou. A la seva arribada, va viure envoltat d’artistes catalans, com Manolo Hugué. Durant molt de temps va malviure sense diners, fins que va poder vendre uns dibuixos per a revistes com L'Assiette au Beurre, Le Frou-Frou, Panurge, Demain, Jean qui rit, Le Sourire o Le Rire.
Tot i que viu a París, segueix en contacte amb els cercles culturals barcelonins. Tant és així, que va ser un dels signants de la carta enviada al diari La Publicidad, el 30 de setembre de 1906, per demanar que també publiquessin articles en català.
El 1908 va conèixer l’impressor i editor François Bernouard. Els dos crearen el llibre de poemes de Henri Bouvelet, La Belle Édition, una obra de bibliòfil creada amb premses tipogràfiques antigues.
El 1914, s'inspira en el llibre d'Anatole France, Les opinions de Jerôme Coignard, per realitzar uns gravats que va presentar a l'escriptor francès. France, es va meravellar de la seva feina i, el desembre d’aquell mateix any, publiquen una edició de bibliòfil del llibre per l'editorial Les Cent Bibliophiles. Gràcies a aquesta primera feina, va poder subsistir, perquè la seva situació era força precària. Altres personalitats conegudes de Jou foren Guillaume Apollinaire o Jean Cocteau.
L'esclat de la Primera Guerra Mundial interrompé la seva tasca, per la dificultat d’obtenir els materials necessaris. Malgrat això, la seva fama d’editor de llibres de bibliòfil i dibuixant no va parar de créixer.
Gràcies al préstec que li va fer el seu amic, el doctor Bosviel, lloga el seu primer taller al número nou del carrer Quai aux Fleurs de París. Allà, el 1919, confecciona el primer llibre de gran luxe publicat a la prestigiosa editorial parisenca Nouvelle Revue Fraçaise, de l’autor André Gide, amb el títol Le retour de l'enfant prodigue.
Entre 1918 i 1921, Jou fa viatges a Barcelona per gravar, a la Foneria Tipogràfica Neufville, les seves pròpies fonts tipogràfiques amb l’ajuda del seu amic Francesc Jorba.
El 1925, gràcies a l’herència de cent mil francs d’una admiradora, la senyoreta Berr, es pot permetre un taller nou. Aquesta vegada es trasllada al número 13 del carrer du Viex Colombier. Allà va treballar fins al 1940 i va arribar a tenir set treballadors. Feia les seves pròpies edicions sota el segell de Les Livres de Louis Jou o per editorials alienes com l’Académie des Psychologues du Goût, Bibliophiles du Palais, Les Editions d’Art Devambez, Médecins Bibliophiles o la Societé des Bibliophiles de Provence. És la seva època més fructífera, ja que aconsegueix publicar un llibre anualment.
Durant la Guerra Civil espanyola té problemes per aconseguir paper del seu proveïdor barceloní Guarro, per tal de poder acabar l’últim dels tres volums dels Essais de Montaigne. Malgrat l'endarreriment, aconsegueix publicar l’últim volum el 1936.
A conseqüència de la mobilització general a l’inici de la Segona Guerra Mundial, es va quedar sense treballadors. De fet, el seu principal treballador, Guy Bideau, mor el 1940. Això, i l’ocupació de la ciutat pels alemanys, són els motius pels quals es va traslladar, el març d’aquell any, al poble provençal de Baus. Allà hi passaria la resta de la seva vida, gairebé aïllat i produint més aviat poc, a excepció del seu Quixot en quatre volums (1948-1950), i els tres volums de les obres de Rabelais (1951-1952) encarregat pel galerista Gerald Cramer. Va ser el seu amic Albert Marquet qui li va descobrir aquest poble de la Provença el 1916, on aquell any va llogar una casa. El 1921, però, decideix comprar una casa que va restaurar ell mateix. Vuit anys després, fa el mateix amb l’antic hotel renaixentista Jean de Brion. No serà fins al 1945 quan, ajudat per la seva dona Poppy i el seu amic Pierre Seghers, aconsegueix traslladar definitivament tot el seu taller des de París a Baus. Va treballar molts anys en solitari fins que, als anys cinquanta, va contractar un ajudant, un noi sordmut. Allà va ser visitat pel seu cosí Pere Jou i per diversos amics com Pau Casals o Picasso. Actualment és la seu de la fundació i museu de la seva col·lecció.
Influí poderosament en el ressorgiment del gravat al boix català, que romania oblidat després del descobriment de les tècniques modernes d'impressió. Jou fou un admirador de: Joan Maragall, Àngel Guimerà i Jacint Verdaguer, en el camp literari; Jaume Balmes, en el filosòfic; Felip Pedrell, en el musical i Joaquim Mir, en l’artístic.
André Suarès va dir d'ell a Plaisir de Bibliophile (1925) que era un dels millors «arquitectes de llibres» i va alabar, a Les Nouvelles littéraires, el seu estil arran de la publicació de Sonnets pour Hélène de Pierre Ronsard, llibre totalment publicat per Jou.
Fou nomenat Cavaller de la Legió d'Honor el 1927 i, Oficial, el 1952.
Era profundament cristià. Per ell, els millors llibres són La Bíblia i Els Evangelis. Per això, una de les seves obres cabdals és Vida de Jesús.

Jou va escriure aquest testament espiritual: 
Quan la mort m’arribi, vull que em soterrin en terra cristiana, en aquestes Baus que tant he estimat en vida.
Estimo Jesús; sóc fidel a tota beutat cristiana. Ella és l’arrel de la bondat humana.

Com tots els infants del bon Déu, cerco el si del Pare i d’Ell espero el Paraclet.
Es troba enterrat al cementiri de Baus.

## Obra
Va exposar a les Galeries Dalmau de Barcelona del 26 de desembre de 1915 fins a mitjans de gener de 1916, compartint galeria amb el pintor Kees van Dongen. Jou exposà seixanta-dues obres entre gravats de fusta i aiguaforts. A la Biblioteca de Catalunya es conserva un targetó imprès a les dues cares, l’únic exemplar existent ara per ara en una institució pública. (Secció de Gravats, IV (9) C 1915). El seu amic, Eudald Canivell, va escriure un pròleg pel catàleg de l'exposició. Algunes de les obres que exposava eren: Rei Lear, Del meu balcó, Saint Gervais, L'amic Theuriet, La dona adúltera, Bèlgica 1914 (inspirats en la Primera Guerra Mundial), Les Balladores, Èxode o Salomé. A més de les il·lustracions pel llibre d’Anatole France, Les Opinions de Jerome Coignard. Arran d’aquesta primera exposició, el crític de La Vanguardia, Manuel Rodríguez Codolà, el va comparar amb el pintor Albrecht Dürer. Per a festejar l’èxit de l'exhibició, els amics de l’artista, varen celebrar un convit en honor seu al Restaurant Royal de Barcelona.
Malgrat que feia temps que s'havia establert a França, el seu estil serveix de referent per l'edició a Catalunya. El 24 de març de 1917 tornar a exposar a Barcelona, aquesta vegada al Cercle Artístic de Barcelona, fet que demostra el seu permanent contacte amb la ciutat catalana.
El 1918, publica el llibre d’un dels seus grans amics, André Suarès, a qui va conèixer a la impremta Frazier-Soye un any abans. D’ell publica Amour, obra que l'escriptor signà sota el pseudònim de Félix Bangor.
Abans de tenir taller propi, va confeccionar Turmell i el boc en flames, de Joan Pérez Jorba, crític literari que havia marxat a París a conseqüència de la seva vinculació a l'anarquisme. El llibre va ser imprès a la Impremta J. Horta de Barcelona el 1921.
El 1921 publica per primera vegada amb les seves fonts El Prince, de Maquiavel, sota el nom editorial Jou et Bosviel. En varen llançar dos-cents noranta exemplars.
El 1926, publica Cartes persanes, de Montesquieu; Petit recuil de paroles de circonstance, de Paul Valéry i L’île des Pingouins, d’Anatole France.
El 1929, publica amb tipografies de nous cossos fosos per Charles Malin -important gravador que va treballar pel Vaticà i per l’Imprimerie Nationale francesa-, el llibre Psyché, de La Fontaine.
L’any 1955 treballa en una gran col·lecció de boixos titulada La Dansa Macabra, inspirat en l’horror de la guerra. La coberta de la col·lecció està il·lustrada per la cara de Jesucrist crucificat amb la inscripció “MERDE!” juntament amb les dates “1939-1944”. Aquell mateix any, el felibre provençal Carles Galtier li encarrega una col·lecció paisatgista local, titulada Bucóliques Baussenques.
L’últim llibre publicat pel seu segell fou Les petites fleurs de Sant Francesc d’Assís, l’any 1966, amb una tirada de cent trenta exemplars, i editat únicament amb l’ajuda de la seva dona Poppy. A la seva mort, es trobava treballant en un llibre sobre el seu amic Pablo Picasso.
Entre les seves obres més notables cal citar les edicions de Rabelais, Le Prince de Maquiavel (1916), Sonnets pour Hélène de Pierre de Ronsard, L'Evangile selon Saint Mathieu (1928), i, sobretot, el monumental Don Quichotte de la Mancha. Aquesta darrera constitueix la cimera del seu art, realitzat, el 1950, en paper chiffon de Marais i nou-centes xilografies.

## Llibres il·lustrats
- Anatole France, Les Opinions de M. Jérôme Coignard, Paris, Les Cent Bibliophiles, 1914
- Blaise Pascal, Les Pensées, coll. « Le livre catholique », Paris, Georges Crès, 1916
- Miguel de Cervantès, Le Jaloux Carrizalès d'Estamadure, Paris, Société littéraire de France, 1916
- Remy de Gourmont, La Petite ville suivie de Paysages, Paris, Société littéraire de France, 1916
- Oscar Wilde, Salomé, coll. « Le Théâtre d'Art », Paris, Georges Crès, 1917
- André Suarès, Amour, poème de Félix Bangor, Paris, Émile-Paul Frères, 1918
- André Gide, Le Retour de l'enfant prodigue, Paris, Nouvelle Revue française, 1919
- Anatole France, La Rôtisserie de la Reine Pédauque, Paris, G. & A. Mornay, 1920
- Nicolas Machiavel, Le Prince, Paris, Jou & Bosviel, 1921.
- La Boétie, De la servitude volontaire ou le Contr'un, Paris, Jou et Bosviel, 1922
- A. T' Serstevens, Le Carton aux estampes, Paris, G. & A. Mornay, 1922
- Montesquieu, Lettres persanes, Paris, Les Bibliophiles du Palais, 1926
- Anatole France, L'île des Pingouins, Paris, Lapina, 1926
- André Gide, Les Nourritures terrestres, Paris, Ed. Claude Aveline, 1927
- André Suarès, Le Voyage du Condottière, Paris, Les éditions d'Art Devambez, 1930
- Rudyard Kipling, La Chasse de Kaa, Paris Javal & Bourdeaux, 1930
- André Suarès, Marsiho, Paris, Trémois, 1931
- Oscar Wilde, Salomé, Paris, Société des médecins bibliophiles, 1932
- Chateaubriand, Atala, René, le dernier des Abencérages, Paris, La Maison française, 1948
- Cervantès, Don Quichotte, Genève, Gerald Cramer, 1948-1950
- Maurice Brun, Groumanduji, Marseille, Maurice Brun, 1949
- Rabelais, Œuvres, Paris-Nice, Imprimature (Gerald Cramer), 1951-1952
- Charles Galtier, Bucoliques baussenques, Les Livres de Louis Jou, 1954
- Pierre Klossowski, Le Bain de Diane, Paris, Jean-Jacques Pauvert, 1956